# 미부노촌
미부노촌(壬生野村)은 미에현 아야마군에 있던 촌이다. 현재 이가시 북동부, 간사이 본선 신도역 남쪽, 다키가와 유역에 해당한다. 

## 역사
- 1889년 4월 1일 - 정촌제 시행에 의해 아하이군 미부노촌이 성립하였다.
- 1896년 4월 1일 - 군제 시행에 의해 아야마군으로 변경되었다.
- 1955년 1월 1일 - 니시쓰게촌과 합병해 가스가촌이 성립하여, 동일 미부노촌은 폐지되었다.

### 도로
- 국도 제25호선

## 참고문헌
- 角川日本地名大辞典 24 三重県